# Ford Madox Ford
Ford Madox Ford (fram till 1919: Ford Hermann Madox Hueffer), född 17 december 1873 i Merton i London (i dåvarande Surrey), död 26 juni 1939 i Deauville i Normandie, var en brittisk författare.
Ford var barnbarn till målaren Ford Madox Brown och son till musikkritikern Francis Hueffer. 1908 var han med och grundade The English Review. Dessutom var han med och grundade The Transatlantic Review. Ford skrev mer än 80 böcker varav en del konstnärsbiografier.